# チュウゴククロツヤシカクワガタ
チュウゴククロツヤシカクワガタ（Pseudorhaetus sinicus sinicus）は、甲虫目クワガタムシ科クロツヤシカクワガタ属の中型のクワガタムシ。「中国クロツヤクワガタ」「ザウテルクロツヤシカクワガタ」とも呼ばれるが、ツヤクワガタ属とは別種である。

## 分布
本種は、中国の福建省、江西省と、台湾に暮らす。

## 体長
♂は27.0 - 66.0 mm、♀は22.0 - 45.0 mmである。

## 亜種と生態
台湾産は、亜種concolor（Benesh, 1960）として区別され、元々別種Rhaetulus sauteriとされていた為、前掲の「ザウテルクロツヤシカクワガタ」という和名が浸透しているように思われる。原名亜種は中国に分布、R.sauteriとは、肢が赤い事で区別出来る。concolorは、北部の標高300 - 1800に分布し、ブナ科のアラカシ、ホソバシラカシといった広葉樹の樹液に集まり、出現時期は6 - 9月。

## 採集方法
台湾の亜種concolorの採集方法である。地元の虫屋は大きなハンマーを使用して幹を叩き、その振動で落下した個体を採集しているという。本亜種が同所的に分布するシカクワガタに比べ、圧倒的に得られる個体数が少ない理由は、灯火に誘引される習性をほとんど持ち合わせていない為という。夜間に活発に活動するようで、前日の夕方までに採集してしまった木を、翌日の早朝に見て回ると、複数の個体が採集出来る。

## 本種の飼育
飼育は容易だが、新成虫は成熟するまでに半年以上かかるという。その為、越冬させた後、春先に飼育を開始した方が確実かもしれない。♀は材の表面近くによく産卵する為、産卵木の皮を全て取り除いてセットしてやると産卵数は増える。また、夏場の気温にも比較的強いようで、30℃を超えた環境下でも幼虫が得られているとの事。